# 亞洲網上交易科技
亞洲網上交易科技有限公司，簡稱亞洲網上交易科技（英語：IASIA TECHNOLOGY LIMITED，港交所除牌時8101.HK），是一家前創業板上市公司，在1999年當時由何猷龍創立，當時在香港經營提供應用科技解決方案，前身為「霸田企業有限公司」，當時為新濠國際發展有限公司旗下。
2002年10月，亞洲網上交易科技以1.26億港元進行向長江實業及加拿大帝國商業銀行合資持有的加拿大怡東集團收購加怡證券經紀有限公司（滙盈證券有限公司前身）、加怡期貨及加拿大怡東融資有限公司（滙盈融資有限公司前身）。2003年完成收購，並在1月13日，正式更名為匯盈控股有限公司，同時由於長期競爭加劇而把原有業務終止。

## 連結
- VCGroup.com.hk（页面存档备份，存于）